# Дудин, Павел Николаевич
Павел Николаевич Дудин (род. 22 июля 1984, Улан-Удэ) — российский политолог, историк, правовед и востоковед, специалист по истории государства и права, а также международным отношениям в Восточной Азии. Доктор исторических наук (2020). Доктор политических наук (2023). Доктор юридических наук (2024).

## Биография
Родился 22 июля 1984 года в Улан-Удэ.
Окончил среднюю образовательную школу № 47 в 2001 году, в 2003 г. с отличием окончил юридический колледж Бурятского государственного университета, а в 2006 году также с отличием — юридический факультет Бурятского государственного университета.
Трудовую деятельность начинал в правовом управлении администрации Улан-Удэ, затем работал на руководящих должностях в нескольких коммерческих компаниях.
В 2008—2013 годах — ассистент, старший преподаватель, доцент кафедры теории и истории права и государства, с 2013 года — доцент кафедры международного права и международных отношений Бурятского государственного университета. Одновременно с этим в 2008—2011 годах занимал должность заместителя директора юридического колледжа БГУ, а в 2011—2014 годах — заместителя декана юридического факультета.
В 2012 году под научным руководством доктора исторических наук, профессора К. Б.-М. Митупова защитил диссертацию на соискание учёной степени кандидата политических наук по теме «Становление государственности Монголии: первая половина XX века» (специальность 23.00.02 — Политические институты, процессы и технологии).
В 2014—2017 годах — старший научный сотрудник Центра правового обеспечения взаимодействия Российской Федерации со странами АТР при Бурятском государственном университете.
В 2015—2018 годах — заведующий кафедрой «Теория и история государства и права. Конституционное право» Восточно-Сибирского государственного университета технологий и управления. В 2018 году создал и возглавил Центр изучения государства и права Восточной Азии при ВСГУТУ.
С 2020 года — старший научный сотрудник Института монголоведения, буддологии и тибетологии СО РАН. В том же году защитил диссертацию на соискание учёной степени доктора исторических наук по теме «Государственность Внутренней Монголии в конце XIX — первой половине ХХ вв.» (специальность 07.00.03 — Всеобщая история). Научный консультант — академик РАН Б. В. Базаров.
В 2023 году в Санкт-Петербургском государственном университете защитил диссертацию на соискание учёной степени доктора политических наук по теме «Буферная государственность и региональный политический порядок в Восточной Азии: японские модели и их практическое воплощение в Северном и Восточном Китае в 1935—1945 гг.» (специальность 5.5.1 — История и теория политики). Научным консультантом выступил доктор политических наук, доцент А. В. Михалёв.
С 2024 года — заведующий лабораторией исторических и социально-экономических исследований Сибири и Центральной Азии ФИЦ «Красноярский научный центр СО РАН».
10.10.2024 г. на заседании диссертационного совета при Казанском (Приволжском) федеральном университете защитил диссертацию на соискание ученой степени доктора юридических наук. Тема диссертации «Государственно-правовая модель Внутренней Монголии и региональный правопорядок в Восточной Азии в конце XIX — первой половине ХХ в.» Научный консультант — доктор юридических наук З. Ф. Хусаинов.

## Научная деятельность
Является автором и соавтором более 100 научных работ. В качестве исследователя разработал собственную концепцию монгольской государственности, концепцию буферной государственности, описал систему государства и права Мэнцзяна. Собрал уникальный материал отечественных и зарубежных исследователей XVIII—XX веков в области генезиса государства и права стран и народов Восточной Азии.

## Научные труды

### Диссертации
- Дудин П. Н. Становление государственности Монголии: первая половина XX века: Дис. … канд. полит. наук / Бурятский гос. ун-т — Улан-Удэ, 2012—170 с.
- Дудин П. Н. Государственность Внутренней Монголии в конце XIX — первой половине ХХ вв.: Дис. … докт. ист. наук / Институт монголоведения, буддологии и тибетологии СО РАН — Улан-Удэ, 2020—808 с.
- Дудин П. Н. Буферная государственность и региональный политический порядок в Восточной Азии: японские модели и их практическое воплощение в Северном и Восточном Китае в 1935—1945 гг.: Дис. … докт. полит. наук / Санкт-Петербургский гос. ун-т — Санкт-Петербург, 2023—1037 с.
- Дудин П. Н. Государственно-правовая модель Внутренней Монголии и региональный правопорядок в Восточной Азии в конце XIX — первой половине ХХ в.: Дис. … докт. юрид. наук / Казанский (Приволжский) фед. ун-т — Казань, 2024—544 с.

### Монографии
- Дудин П. Н. Становление монгольской государственности. Улан-Удэ, 2012. 227 с.
- Дудин П. Н. Политическая история Мэнцзяна. Улан-Удэ, 2014. 300 с.
- Дудин П. Н., Митупов К. Б.-М., Кузьмин С. Л., Цыремпилов Н. В. и др. Государственность народов Восточной Азии (XX век). Прага, 2015. 214 с.
- Дудин П. Н., Досовицкая В. В., Курас Л. В., Карасёв С. В. и др. Государственная и квазигосударственная природа Маньчжоу-Го. Иркутск, 2016. 256 с.

## Награды
- Медаль РАН для молодых ученых в области истории за монографию «Политическая история Мэнцзяна», 2015 г.[4]